# 7e législature de Hatohobei

La 7e législature de Hatohobei a été élue en 2008 pour un mandat de quatre ans. Elle fait suite à la 6e législature, élue en 2004, et précède la 8e législature, élue en 2012.

## Membres
| Nom               | Remarques              |
| ----------------- | ---------------------- |
| Steven Patris     | Speaker de la chambre. |
| Sheila J. Pedro   | Vice-speaker           |
| Francis Victor    | Chef de la majorité.   |
| Albino Fernando   |                        |
| Huana K. Nestor   |                        |
| Jacqueline Victor |                        |
| Frano Eusebio     |                        |
| Rosania Victor    |                        |
| William Andrew    |                        |

## Commissions
Les commissions de la Législature étaient :
- la commission des affaires judiciaires et gouvernementales ;
- la commission des affaires financières ;
- la commission des ressources sociales et du bien-être ;
- et la commission spéciale sur les coutumes.

## Sources